# Uranidowate

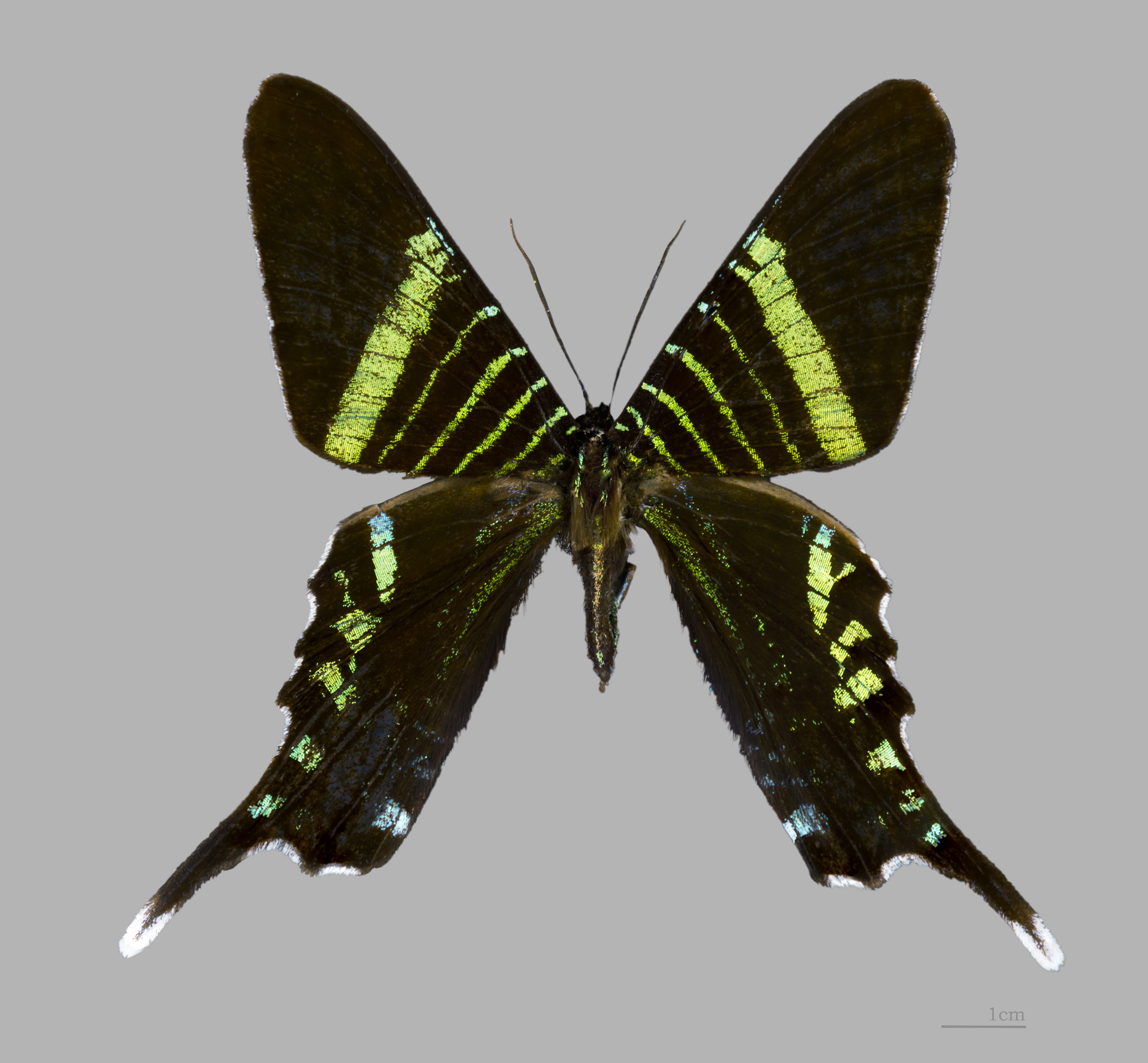
Urania fulgens

Uranidowate, uraniowate, ślicznotki (Uraniidae) – rodzina motyli z nadrodziny Geometroidea i infrarzędu Heteroneura. Obejmuje blisko 700 tropikalnych gatunków. Należą tu zarówno gatunki aktywne za dnia jak i nocne. Rodzinę charakteryzuje wyjątkowe wśród motyli położenie narządów słuchu u samców.

## Opis
Gatunki aktywne za dnia są jaskrawiej ubarwione niż nocne. Wiele ma skrzydła opatrzone połyskującymi łuskami i ogonami. Gatunki aktywne nocą mają zwykle biało lub jasno ubarwione skrzydła z ciemniejszymi pasami. Charakterystyczną cechą uranidowatych jest obecność narządów bębenkowych, w których położeniu przejawia się dymorfizm płciowy. U samców narządy te zlokalizowane są na styku drugiego i trzeciego segmentu odwłoka i otwierają się grzbietowo lub bocznie, co jest wyjątkowe wśród motyli. U samic narządy te są umieszczone na pierwszym segmencie odwłoka i otwarte brzusznie, podobnie jak u miernikowcowatych. Kutykularne części narządów tympanalnych są w związku z tym u obu płci niehomologiczne. Natomiast części sensoryczne, charakteryzujące się dwoma skolopidiami na jedno scoloparium zamiast czterech, mogą według Mineta być homologiczne między płciami. Różnica między uraniowatymi a miernikowcowatymi przejawia się m.in. w użyłkowaniu skrzydeł. U wszystkich z wyjątkiem Auzeinae występuje charakterystyczny skleryt w zatułowiu. Genitalia samców zwykle odznaczają się brakiem gnatosa, a samic cechują zaokrąglonym corpus bursae z pojedynczym signum.

## Biologia i ekologia
Należą tu zarówno gatunki, których imagines prowadzą dzienny, jak i nocny tryb życia. Gąsienice Auzeinae i Epipleminae żerują na zawierających glikozydy irydoidowe roślinach z rodzin marzanowatych, przewiertniowatych, oliwkowatych, begoniowatych, werbenowatych i Daphniphyllaceae. Gąsienice Microniinae odżywiają się toinowatymi z podrodziny Asclepiadoideae, zawierającymi glikozydy nasercowe. Do roślin żywicielskich Uraniinae należą wyłącznie wilczomleczowate.

## Rozprzestrzenienie
Występują w strefach tropikalnych Afryki, Azji, Ameryki i Australii.

## Systematyka i filogeneza
Uraniidae wraz z trzema innymi rodzinami należą do nadrodziny Geometroidea, która jest jedną z pięciu nadrodzin tworzących klad Macroheterocera w obrębie kladu Obtectomera należącego do Ditrysia. Bywały też wynoszone do rangi osobnej nadrodziny. W Geometroidea umieszczone zostały m.in. przez Mineta i Scoble'a w 1999 roku, a w 2009 wyniki badań molekularnych Regiera i innych umieściły je jako grupę siostrzaną miernikowcowatych. W 2011 roku do uraniowatych zaliczano 686 gatunków w 90 rodzajach. Wyróżnia się wśród nich 4 podrodziny:
- Auzeinae
- Epipleminae
- Microniinae
- Uraniinae

Minet w 1995 roku wysunął hipotezę, że Auzeinae są grupą siostrzaną kladu, w obrębie którego Epipleminae stanowią grupę siostrzaną dla grupy złożonej z Microniinae i Uraniinae. Hipoteza, jakoby Epipleminae stanowiły grupę siostrzaną dla kladu złożonego z Microniinae i Uraniinae, została silnie wsparta przez wyniki badań molekularnych Regiera i innych.
Kladogram ukazujący pokrewieństwa między podrodzinami według Regiera i współpracowników, 2009 (fragment):
|  | Epipleminae                                               |
|  |                                                           |
|  | \| \| Microniinae \| \| \| \| \| \| Uraniinae \| \| \| \| |
|  |                                                           |
|  | Microniinae                                               |
|  |                                                           |
|  | Uraniinae                                                 |
|  |                                                           |